# 何盡平
何盡平（1983年10月23日—）是金牌男子田徑運動員，曾代表中華臺北參加2015年世界田徑錦標賽。參加2016年夏季奧林匹克運動會馬拉松賽事，最終以2:26.00的成績排名第100（後因摩洛哥運動員Abdelmajid El Hissouf被驗出禁藥遭判失去資格，何盡平遞補到第99名）。
2019年二月，正式與運動品牌 361°簽立複數年合約。現為國立臺灣體育運動大學長跑派任教練。

## 外部連結
- 何盡平在国际奥林匹克委员会的资料
- 何盡平在的頁面